# Cesena Football Club 2024-2025 (femminile)
Questa voce raccoglie le informazioni riguardanti la sezione femminile del Cesena Football Club nelle competizioni ufficiali della stagione 2024-2025.

## Stagione
Per la nuova stagione la società, che conferma Alain Conte alla guida tecnica, opera nella sessione estiva di calciomercato intervenendo su tutti i reparti per consolidare l'organico anche per le giocatrici rese ai grandi club dai vari prestiti, tra le quali la futura nazionale Federica D'Auria di proprietà Juventus, operazioni che vedono comunque in entrata, con la stessa formula, ben sei di provenienza Inter, oltre l'esperta Aurora De Sanctis dal Napoli e l'ex Pomigliano Aryana Harvey, queste ultime entrabe con esperienza in Serie A.
In campionato il Cesena ha mantenuto costantemente posizioni di medio-alta classifica, con una flessione tra la 13ª e la 17ª che la vede oscillare tra il 9º e il 10º posto, per poi risalire chiudendo al termine al 7º posto, ben distante dalla zona retrocessione.
Il rendimento in Coppa Italia, dopo la sofferta vittoria in trasferta per 4-3 sulla Res Roma, concorrente della serie cadetta superata solo ai tempi supplementari, si interrompe agli ottavi di finale, al primo scontro in programma con squadre di Serie A, superato dal Sassuolo con il risultato di 2-0 nell'incontro cittadino al Dino Manuzzi del 6 novembre 2024.

## Divise e sponsor
La grafica della divisa mantiene l'accostamento cromatico classico dei colori sociali del club, il bianco e in nero. Main sponsor per la stagione 2024-2025 si conferma CDO, marchio di gruppo di istituti di vigilanza, mentre quello tecnico, fornitore delle tenute da gioco, è nuovamente Erreà. 
| Casa | Trasferta |

## Rosa
Rosa e ruoli tratti dal sito societario, numerazione maglie dal sito worldfootball.net
| N. |                        | Ruolo | Calciatrice         |
| -- | ---------------------- | ----- | ------------------- |
| 4  | Slovacchia (bandiera)  | C     | Karen Maková        |
| 5  | Italia (bandiera)      | D     | Giulia Trevisan     |
| 6  | Italia (bandiera)      | D     | Noemi Battilana     |
| 7  | Italia (bandiera)      | D     | Elena Casadei       |
| 8  | Italia (bandiera)      | C     | Asia Belloli        |
| 9  | Italia (bandiera)      | A     | Carolina Tironi     |
| 10 | Bulgaria (bandiera)    | C     | Lora Petrova        |
| 11 | Italia (bandiera)      | C     | Rebecca D'Elia      |
| 12 | Italia (bandiera)      | P     | Costanza Camprini   |
| 14 | Italia (bandiera)      | D     | Alessandra Amaduzzi |
| 15 | Italia (bandiera)      | D     | Chiara Groff        |
| 16 | Stati Uniti (bandiera) | D     | Aryana Harvey       |

| N. |                        | Ruolo | Calciatrice          |
| -- | ---------------------- | ----- | -------------------- |
| 18 | Romania (bandiera)     | C     | Maria Giulia Dumitru |
| 19 | Tunisia (bandiera)     | C     | Chirine Lamti        |
| 20 | Italia (bandiera)      | D     | Gaia Milan           |
| 21 | Italia (bandiera)      | C     | Sofia Testa          |
| 29 | Italia (bandiera)      | D     | Manuela Testa        |
| 30 | Italia (bandiera)      | D     | Aurora De Sanctis    |
| 32 | Italia (bandiera)      | D     | Bianca Vergani       |
| 33 | Paesi Bassi (bandiera) | C     | Sofieke Jansen       |
| 40 | Italia (bandiera)      | P     | Adelaide Serafino    |
| 45 | Italia (bandiera)      | A     | Beatrice Calegari    |
| 70 | Italia (bandiera)      | P     | Elena Belli          |
| 99 | Italia (bandiera)      | A     | Greta Di Luzio       |

## Calciomercato

### Sessione estiva
| Acquisti | Acquisti          | Acquisti   | Acquisti   |
| R.       | Nome              | da         | Modalità   |
| -------- | ----------------- | ---------- | ---------- |
| P        | Elena Belli       | Inter      | prestito   |
| D        | Noemi Battilana   | Inter      | prestito   |
| D        | Aurora De Sanctis | Napoli     | prestito   |
| D        | Emanuela Testa    | Roma       | [ 7 ]      |
| D        | Giulia Trevisan   | Inter      | prestito   |
| D        | Bianca Vergani    | Inter      | prestito   |
| C        | Aryana Harvey     | Pomigliano |            |
| C        | Karen Maková      | Sassuolo   | svincolata |
| C        | Lora Petrova      | Res Roma   | [ 11 ]     |
| C        | Sofia Testa       | Roma       | prestito   |
| A        | Rebecca D'Elia    | Inter      | prestito   |
| A        | Greta Di Luzio    | Como       | [ 14 ]     |
| A        | Carolina Tironi   | Inter      | prestito   |

| Cessioni | Cessioni            | Cessioni   | Cessioni      |
| R.       | Nome                | a          | Modalità      |
| -------- | ------------------- | ---------- | ------------- |
| P        | Lisa Marchetti      | Genoa      |               |
| D        | Nicole Costa        | Verona     |               |
| D        | Paola Cuciniello    | Freedom    |               |
| D        | Federica D'Auria    | Juventus   | fine prestito |
| D        | Maria Vittoria Nano | Sampdoria  | [ 16 ]        |
| C        | Anna Catelli        | Inter      | fine prestito |
| C        | Karen Maková        | Sassuolo   | fine prestito |
| C        | Giulia Risina       | Orobica    |               |
| A        | Veronica Bernardi   | Verona     |               |
| A        | Eleonora Galli      | San Marino |               |
| A        | Gaia Lonati         | Inter      | fine prestito |
| A        | Martina Sechi       | Fiorentina | fine prestito |
| A        | Sara Tamborini      | Freedom    |               |

### Sessione invernale
| Acquisti | Acquisti | Acquisti | Acquisti |
| R.       | Nome     | da       | Modalità |
| -------- | -------- | -------- | -------- |
|          |          |          |          |

| Cessioni | Cessioni      | Cessioni | Cessioni                         |
| R.       | Nome          | a        | Modalità                         |
| -------- | ------------- | -------- | -------------------------------- |
| C        | Aryana Harvey | Freedom  | recessione consensuale contratto |

## Risultati

### Serie B

#### Girone di andata
| Arbitro: | Scicolone (San Donà di Piave) |

|            |           |                                      |
| Lepera 66’ | Marcatori | 63’ Di Luzio 84’ Tironi 90+2’ Harvey |

| Arbitro: | Bini (Macerata) |

|  |           |              |
|  | Marcatori | 59’ Ciccotti |

| Arbitro: | Radovanovic (Maniago) |

|                     |           |                |
| Perin 66’ Merli 83’ | Marcatori | 90+5’ Di Luzio |

| Arbitro: | Mammoli (Perugia) |

|                                                |           |                          |
| Milan 3’, 22’ Di Luzio 79’ Tironi 90+4’ (rig.) | Marcatori | 64’ Galli 90+2’ Barbieri |

| Arbitro: | Lotito (Cremona) |

|                      |           |  |
| Rognoni 16’ Masu 57’ | Marcatori |  |

| Arbitro: | Hamza Rihai (Lovere) |

|                              |           |  |
| Tironi 41’ Di Luzio 50’, 75’ | Marcatori |  |

| Arbitro: | Noce (Genova) |

|                                       |           |           |
| Pasquali 15’ Zanni 72’ Semanova 90+5’ | Marcatori | 18’ Testa |

| Arbitro: | Eremitaggio (Ancona) |

|                                                          |           |                        |
| Casadei 2’ Lamti 15’ Petrova 45’ Calegari 74’ Tironi 86’ | Marcatori | 45+4’ (rig.) Razzolini |

| Arbitro: | Zadrima (Pistoia) |

|                        |           |  |
| Giacobbo 49’ Acuti 70’ | Marcatori |  |

| Arbitro: | Ferruzzi (Albano Laziale) |

|                                |           |                            |
| Tironi 8’ Milan 28’ Jansen 78’ | Marcatori | 13’ Mancuso 54’ Duchnowska |

| Arbitro: | Matteo (Sala Consilina) |

|            |           |  |
| Peddio 66’ | Marcatori |  |

| Arbitro: | Skura (Jesi) |

|                        |           |  |
| Di Luzio 21’ Groff 70’ | Marcatori |  |

| Arbitro: | Castelli (Ascoli Piceno) |

|             |           |                    |
| Petrova 63’ | Marcatori | 15’ Zappa 66’ Ladu |

| Arbitro: | Papi (Prato) |

|                                    |           |           |
| Söndergaard 58’, 79’ Battelani 65’ | Marcatori | 41’ Groff |

| Arbitro: | Leorsini (Terni) |

|                        |           |             |
| S. Testa 9’ Jansen 37’ | Marcatori | 39’ Montesi |

#### Girone di ritorno
| Arbitro: | Meta (Vicenza) |

|            |           |                 |
| Tironi 35’ | Marcatori | 78’ Caccciamali |

| Arbitro: | Giallorenzo (Sulmona) |

|                                      |           |              |
| Regazzoli 26’ Gomes 74’ Moraca 90+3’ | Marcatori | 70’ S. Testa |

| Arbitro: | Traini (San Benedetto del Tronto) |

|                                            |           |  |
| Di Luzio 651’ Tironi 64’ S. Testa 75’, 88’ | Marcatori |  |

| Arbitro: | Frazza (Schio) |

|  |           |                                                    |
|  | Marcatori | 36’, 38’, 41’ Di Luzio 69’ Milan 90’ (rig.) Tironi |

| Arbitro: | Grieco (Ascoli Piceno) |

|            |           |                 |
| Jansen 38’ | Marcatori | 90+4’ Benedetti |

| Arbitro: | Gallorini (Arezzo) |

|  |           |                                                                     |
|  | Marcatori | 20’, 45’ Di Luzio 38’ Tironi 42’ Petrova 71’, 80’ Jansen 90’ Maková |

| Arbitro: | Marchetti (L'Aquila) |

|  |           |                        |
|  | Marcatori | 51’ Bison 83’ Semanova |

| Arbitro: | Coppola (Castellammare di Stabia) |

|  |           |                   |
|  | Marcatori | 31’ (rig.) Tironi |

| Arbitro: | Senes (Cagliari) |

|              |           |                         |
| Di Luzio 20’ | Marcatori | 2’ Acuti 37’ Di Criscio |

| Arbitro: | Schmid (Rovereto) |

|              |           |                            |
| Bernardi 90’ | Marcatori | 11’, 37’ Jansen 12’ Tironi |

| Arbitro: | Eremitaggio (Ancona) |

|                        |           |                            |
| Jansen 9’ Di Luzio 63’ | Marcatori | 10’, 70’ Mariani 38’ Paini |

| Arbitro: | Antonuccio (Roma 1) |

|  |           |                 |
|  | Marcatori | 65’, 89’ Tironi |

| Arbitro: | Galiffi (Alghero) |

|                                 |           |  |
| Tudisco 35’ Zappa 60’ Basso 71’ | Marcatori |  |

| Arbitro: | Castelli (Ascoli Piceno) |

|                             |           |               |
| Di Luzio 17’ Calegari 90+2’ | Marcatori | 19’ Battelani |

| Arbitro: | Mascolo (Castellammare di Stabia) |

|                                              |           |               |
| Verrino 44’ Boldrini 86’, 89’ Pezzotti 90+2’ | Marcatori | 90+3’ Dumitru |

### Coppa Italia
| Arbitro: | Palmieri (Avellino) |

|                                      |           |                                                  |
| Montesi 37’ Iannazzo 45+1’ Pezzi 92’ | Marcatori | 17’ Jansen 84’ S. Testa 106’ Tironi 107’ Petrova |

| Arbitro: | Martini (Valdarno) |

|  |           |                              |
|  | Marcatori | 5’ Monterubbiano 51’ Caiazzo |

## Statistiche

### Statistiche di squadra
| Competizione | Punti | In casa | In casa | In casa | In casa | In casa | In casa | In trasferta | In trasferta | In trasferta | In trasferta | In trasferta | In trasferta | Totale | Totale | Totale | Totale | Totale | Totale | Totale |
| Competizione | Punti | G       | V       | N       | P       | Gf      | Gs      | G            | V            | N            | P            | Gf           | Gs           | G      | V      | N      | P      | Gf     | Gs     | DR     |
| ------------ | ----- | ------- | ------- | ------- | ------- | ------- | ------- | ------------ | ------------ | ------------ | ------------ | ------------ | ------------ | ------ | ------ | ------ | ------ | ------ | ------ | ------ |
| Serie B      | 44    | 15      | 8       | 2       | 5       | 31      | 19      | 15           | 6            | 0            | 9            | 26           | 25           | 30     | 14     | 2      | 14     | 57     | 44     | +13    |
| Coppa Italia | -     | 1       | 0       | 0       | 1       | 0       | 2       | 1            | 1            | 0            | 0            | 4            | 3            | 2      | 1      | 0      | 1      | 4      | 5      | -1     |
| Totale       | -     | 16      | 8       | 2       | 6       | 31      | 21      | 16           | 7            | 0            | 9            | 30           | 28           | 32     | 15     | 2      | 15     | 61     | 49     | +12    |

### Andamento in campionato
| Giornata  | 1 | 2 | 3 | 4 | 5 | 6 | 7 | 8 | 9 | 10 | 11 | 12 | 13 | 14 | 15 | 16 | 17 | 18 | 19 | 20 | 21 | 22 | 23 | 24 | 25 | 26 | 27 | 28 | 29 | 30 |
| --------- | - | - | - | - | - | - | - | - | - | -- | -- | -- | -- | -- | -- | -- | -- | -- | -- | -- | -- | -- | -- | -- | -- | -- | -- | -- | -- | -- |
| Luogo     | T | C | T | C | T | C | T | C | T | C  | T  | C  | C  | T  | C  | C  | T  | C  | T  | C  | T  | C  | T  | C  | T  | C  | T  | T  | C  | T  |
| Risultato | V | P | P | V | V | V | P | V | P | V  | P  | V  | P  | P  | V  | N  | P  | V  | V  | N  | V  | P  | V  | P  | V  | P  | V  | P  | V  | P  |
| Posizione | 8 | 6 | 9 | 7 | 8 | 7 | 7 | 6 | 7 | 7  | 9  | 7  | 9  | 10 | 9  | 9  | 10 | 8  | 7  | 7  | 6  | 7  | 6  | 6  | 6  | 7  | 7  | 7  | 6  | 7  |

Legenda:

Luogo: C = Casa; T = Trasferta. Risultato: V = Vittoria; N = Pareggio; P = Sconfitta.

### Statistiche dei giocatori
Sono in corsivo le calciatrici che hanno lasciato la società a stagione in corso.
| Giocatore     | Serie B  | Serie B | Serie B     | Serie B    | Coppa Italia | Coppa Italia | Coppa Italia | Coppa Italia | Totale   | Totale | Totale      | Totale     |
| Giocatore     | Presenze | Reti    | Ammonizioni | Espulsioni | Presenze     | Reti         | Ammonizioni  | Espulsioni   | Presenze | Reti   | Ammonizioni | Espulsioni |
| ------------- | -------- | ------- | ----------- | ---------- | ------------ | ------------ | ------------ | ------------ | -------- | ------ | ----------- | ---------- |
| A. Amaduzzi   | 1        | 0       | 0           | 0          | 0            | 0            | 0            | 0            | 1        | 0      | 0           | 0          |
| S. Bardi      | -        | -       | -           | -          | -            | -            | -            | -            | -        | -      | -           | -          |
| N. Battilana  | 6        | 0       | 0           | 0          | 2            | 0            | 0            | 0            | 8        | 0      | 0           | 0          |
| E. Belli      | 13       | -19     | 1           | 0          | 2            | -5           | 0            | 0            | 15       | -24    | 1           | 0          |
| A. Belloli    | 11       | 0       | 0           | 0          | 0            | 0            | 0            | 0            | 11       | 0      | 0           | 0          |
| B. Calegari   | 22       | 2       | 2           | 1          | 2            | 0            | 0            | 0            | 24       | 2      | 2           | 1          |
| C. Camprini   | -        | -       | -           | -          | 0            | 0            | 0            | 0            | 0        | 0      | 0           | 0          |
| E. Casadei    | 30       | 1       | 2           | 0          | 2            | 0            | 0            | 0            | 32       | 1      | 2           | 0          |
| R. D'Elia     | 14       | 0       | 0           | 0          | 2            | 0            | 0            | 0            | 16       | 0      | 0           | 0          |
| A. De Sanctis | 20       | 0       | 3           | 0          | 1            | 0            | 0            | 0            | 21       | 0      | 3           | 0          |
| G. Di Luzio   | 29       | 15      | 0           | 0          | 2            | 0            | 0            | 0            | 31       | 15     | 0           | 0          |
| M.G. Dumitru  | 5        | 1       | 0           | 0          | 1            | 0            | 0            | 0            | 6        | 1      | 0           | 0          |
| C. Groff      | 27       | 2       | 3           | 0          | 1            | 0            | 0            | 0            | 28       | 2      | 3           | 0          |
| A. Harvey     | 10       | 1       | 0           | 0          | 2            | 0            | 0            | 0            | 12       | 1      | 0           | 0          |
| S. Jansen     | 26       | 8       | 1           | 0          | 2            | 1            | 0            | 0            | 28       | 9      | 1           | 0          |
| C. Lamti      | 27       | 1       | 2           | 1          | 1            | 0            | 0            | 0            | 28       | 1      | 2           | 1          |
| C. Magalotti  | 0        | 0       | 0           | 0          | -            | -            | -            | -            | 0        | 0      | 0           | 0          |
| K. Maková     | 24       | 1       | 0           | 1          | 2            | 0            | 0            | 0            | 26       | 1      | 0           | 1          |
| G. Milan      | 24       | 3       | 1           | 0          | 2            | 0            | 0            | 0            | 26       | 3      | 1           | 0          |
| L. Petrova    | 29       | 3       | 3           | 0          | 2            | 1            | 0            | 0            | 31       | 4      | 3           | 0          |
| A. Serafino   | 17       | -25     | 1           | 0          | 0            | 0            | 0            | 0            | 17       | -25    | 1           | 0          |
| E. Testa      | 14       | 0       | 2           | 0          | 2            | 0            | 0            | 0            | 16       | 0      | 2           | 0          |
| S. Testa      | 23       | 5       | 1           | 0          | 2            | 1            | 0            | 0            | 25       | 6      | 1           | 0          |
| C. Tironi     | 30       | 13      | 1           | 0          | 2            | 1            | 0            | 0            | 32       | 14     | 1           | 0          |
| G. Trevisan   | 20       | 0       | 3           | 0          | 1            | 0            | 0            | 0            | 21       | 0      | 3           | 0          |
| B. Vergani    | 22       | 0       | 4           | 0          | -            | -            | -            | -            | 22       | 0      | 4           | 0          |